# Golden Globe 1948
La 5ª edizione della cerimonia di premiazione di Golden Globe' si è tenuta il 10 marzo 1948 allHollywood Roosevelt Hotel di Los Angeles, California.
Furono annunciati direttamente i vincitori, senza precedenti candidature.

## Premi per il cinema
Vengono di seguito indicati in grassetto i vincitori. Ove ricorrente e disponibile, viene indicato il titolo in lingua italiana e quello in lingua originale tra parentesi.
- Miglior film: Barriera invisibile (Gentleman's Agreement), regia di Elia Kazan
- Miglior regista: Elia Kazan - Barriera invisibile (Gentleman's Agreement)
- Miglior attore protagonista: Ronald Colman - Doppia vita (A Double Life)
- Migliore attrice protagonista: Rosalind Russell - Il lutto si addice ad Elettra (Mourning Becomes Electra)
- Miglior attore non protagonista: Edmund Gwenn - Il miracolo della 34ª strada (Miracle on 34th Street)
- Migliore attrice non protagonista: Celeste Holm - Barriera invisibile (Gentleman's Agreement)
- Miglior attore debuttante: Richard Widmark - Il bacio della morte (Kiss of Death)
- Migliore attrice debuttante: Lois Maxwell - Età inquieta (That Hagen Girl)
- Migliore sceneggiatura: George Seaton - Il miracolo della 34ª strada (Miracle on 34th Street)
- Migliore fotografia: Jack Cardiff - Narciso nero (Black Narcissus)
- Migliore colonna sonora originale: Max Steiner - Vita col padre (Life with Father)

## Premi onorari
- Golden Globe Speciale
  - Dean Stockwell per la sua ottima e giovane interpretazione ne Barriera invisibile (Gentleman's Agreement).
  - Bambi (Bambi), regia di David Hand